# Плебановце (гміна Новий Двур)
Плебановце (пол. Plebanowce) — село в Польщі, у гміні Новий Двур Сокульського повіту Підляського воєводства.
Населення — 78 осіб (2011).
У 1975-1998 роках село належало до Білостоцького воєводства.

## Демографія
Демографічна структура станом на 31 березня 2011 року:
|          | Загалом | Допрацездатний вік | Працездатний вік | Постпрацездатний вік |
| -------- | ------- | ------------------ | ---------------- | -------------------- |
| Чоловіки | 40      | 9                  | 23               | 8                    |
| Жінки    | 38      | 7                  | 17               | 14                   |
| Разом    | 78      | 16                 | 40               | 22                   |